# Magnus Hulthin
Magnus Hulthin, föddes natten 23-24 november 1684 i Västra Husby församling, Östergötland, död 14 januari 1753 i Regna församling, Östergötlands län, var en svensk präst.

## Biografi
Magnus Hulthin föddes 1684 i Västra Husby församling och döptes 25 november samma år. Han var son till kyrkoherden Petrus Hulthijn och Catharina Åkerberg i Mjölby församling. Hulthin studerade i Linköping och blev 7 juni 1707 student vid Uppsala universitet. Han prästvigdes 15 februari 1712 och blev 1712 komminister i Rinna församling, tillträdde 1713. År 1728 blev han kyrkoherde i Regna församling, tillträde 1729. Han avled klockan 4 på morgonen den 14 januari 1753 i Regna församling och begravdes 5 februari samma år i Regna kyrka av biskopen Andreas Olavi Rhyzelius (Hulthins svåger).

### Familj
Hulthin gifte sig 13 oktober 1713 med Anna Christina Steuchman (1693–1720), dotter till fältväbeln Gideon Steuchman vid Östgöta infanteriregemente. De fick tillsammans barnen Anna Catharina Hulthin som var gift med kyrkoherden Sven Hallman i Regna församling, Petrus Hulthin (1715–1736), Gideon Hulthin (1717–1737) och kyrkoherden Benjamin Hulthin i Vikingstads församling.
Hulthin gifte sig andra gången 11 november 1729 med Maria Rhyzelius (1680–1756). Hon var syster till biskopen Andreas Olavi Rhyzelius i Linköpings stift.